# Waisale Serevi
Waisale Tikoisolomani Serevi (Suva, 20 de maio de 1968) é um ex-jogador e técnico de rugby union e rugby sevens fijiano que atuava nas posições de abertura, centro ou fullback.
Ele destacou-se sobretudo na modalidade sevens, onde é considerado o maior jogador da história. Foi o líder de Fiji nos títulos de 1997 e 2005 da Copa do Mundo de Rugby Sevens e na série mundial de 2005-06 deste esporte, participando simultaneamente como jogador e treinador. Foi ainda medalha de prata nos Jogos da Comunidade Britânica de 1998 e 2002.
No rugby union, integrou as seleções fijianas nas Copas do Mundo de 1991, 1999 e 2003, além de defender por quatro vezes os Barbarians, a "seleção mundial" da modalidade. Em 2013, na mesma Hong Kong cujo circuito de rugby sevens venceu por sete vezes, tornou-se o primeiro fijiano introduzido no Hall da Fama da International Rugby Board.